# Patriotas Fútbol Club
Patriotas Fútbol Club, ofta bara Patriotas eller Patriotas Boyacá, är en fotbollsklubb från staden Tunja i Colombia. Klubben grundades den 18 februari 2003 och lyckades komma upp i den högsta divisionen i Colombia inför säsongen 2012, bara nio år efter klubbens grundande. Patriotas gick in i den näst högsta divisionen direkt efter bildandet. Laget spelar sina hemmamatcher på Estadio La Independencia, som tar 25 000 åskådare vid fullsatt.